# Justus van den Nypoort
Justus van den Nypoort (mezi 1645/1649 Utrecht – v nebo po 1698 České království) byl nizozemský malíř, kreslíř, rytec a grafik. V roce 1691 se nacházel ve službách olomouckého biskupa Karla II. z Lichtenštejna-Kastelkornu.

## Život a dílo
Byl synem malíře Cornelise van den Nypoorta (1620–1655) a Abigael Willaertsové († 1649), dcery Adama Willaertse. Po smrti otce se jeho poručníkem stala jeho teta Maria Rampenová a strýc Isaac Willaerts. V roce 1672 Nypoort odešel z Utrechtu a působil na různých místech Evropy: v Curychu, Praze, na německém území a v dnešním Slovinsku a Rakousku.
9. listopadu 1677 se v lublaňské katedrále oženil s Marií Annou Paulin (či Pavlin) a měl s ní syna Josepha, který zemřel ve čtyřech letech.
V roce 1691 působil na Moravě, kde vstoupil do služeb Karla II. z Lichtenštejna-Kastelkornu, a vyryl pro něj 33 vedut kroměřížského zámku a okolí, které byly vydány jako památka na založení Květné zahrady. Album, které vzniklo na základě předloh rakouského matematika, topografa a kartografa Georga Matthiase Vischera (1628–1696), nese název Die Fürst-Bischofliche Olmucische Residentz-Stadt Cremsier Sambt denen nechst darbey Neu-erhöbt, und von Grund zugericht, und erbauten Lust- Blum- und Thier- Garten a je nejvýznamnějším moravským dílem Justuse van den Nypoorta, u něhož si olomoucký biskup objednal též ilustrace diecézního kalendáře. V kroměřížském zámku se do 21. století dochovalo i pět Nypoortových obrazů.
Justus van den Nypoort maloval krajinomalby a scény z vesnického života. Byl následovníkem Adriaena van Ostada a Cornelise Begy.

## Galerie
- Portrét biskupa Karla II. z Lichtenštejna-Kastelkornu (1691, mezzotinta)
- Biskupský zámek a Kroměříž
- Rolníci v hostinci (olejomalba)
- Obléhání Vídně v roce 1683 (1694, lept)
- Tři pijáci v hostinci